# Тигельна сталь
Ти́гельна ста́ль — ливарна сталь, одержувана методом тигельної плавки, тобто — у вогнетривких тиглях переплавкою шихти, основу якої в різні історичні епохи могли складати сиродутне залізо, ковке залізо, одержане пудлінгуванням або кричною переробкою, цементова сталь, чавун, залізна руда. Є твердження, що про тигельну сталь у 4 ст. до н. е. писав Аристотель. Тигельна сталь була відома з початку 1 ст. н. е. в Індії, Персії, Сирії та деяких інших країнах. До тигельної сталі відносятся стародавні вуц, булат, дамаська сталь (її тигельний «різновид»). Тигельна сталь була першим видом сталі, одержаної у рідкому, розплавленому, стані. В Європі тигельну сталь почали виготовляти з 1740-х років. У 2-й половині 19 століття, у зв'язку з появою нових способів виробництва ливарної сталі (бесемерівський, мартенівський), роль тигельної плавки значно зменшилася. До середини 20 століття виробництво тигельної сталі зберігалося лише в окремих країнах, зокрема в Англії і Швеції, де основне її призначення було виготовлення високоякісного інструменту.

## Історія
Про тигельну сталь у 4 ст. до н. е. писав Аристотель. За іншими даними, найдавніше виробництво тигельної сталі, ймовірно, відноситься до початку I тис. н. е., коли її виплавляли у Індії і Центральній Азії. Сталь в Азії одержували шляхом нагрівання ковкого заліза у суміші з матеріалами, багатими на вуглець, такими як деревне вугілля, у закритих сосудах. Вона була відома під назвою «вуц», а пізніше — «дамаська сталь». Тигельна сталь виплавлялася у невеликій кількості, однак була найвищого, навіть за сучасними мірками, ґатунку. Приблизно наприкінці I тис. секрет виплавки тигельної сталі втрачено.
Близько 800 року тигельна сталь потрапила до Північної Європі, можливо, внаслідок торговельних контактів з Середньою Азією. Тут її використовували для виробництва високоякісних «мечей Ульфберта», що ними користувалися вікінги.
В Європі тигельну плавку сталі знову винайшов у 1740 році англійський винахідник, годинникар, Бенджамін Гантсман, якому був потрібен метал для пружин однорідніший, ніж зварне залізо, що його привозили з Німеччини. Гентсман переплавляв у тиглях цементову сталь у суміші з деревним вугіллям, паливом для нагріву тиглів був кокс. Температура нагрівання сягала 1500—1600 °C, що дозволяло плавити метал. На відміну від цементової сталі, що була неоднорідною і мала багато шлакових включень, при тигельній плавці виходила чиста і однорідна за складом сталь. Гантсман тримав у секреті спосіб одержання тигельної сталі і не патентував його, однак, хитрощами про нього дізналися інші виробники металу. Ливарну тигельну сталь виготовляли у 18 ст. переплавлянням цементової сталі або кричного заліза.
Згодом виробництво тигельної сталі розповсюдилося в інших країнах Європи — у 1760-х роках у Швеції, у 1780-х роках у Франції і у 1790-х роках у Австрії, у 1860 році в США, у 1895 році у Японії (в Токіо).
У 19 столітті технологія і техніка виробництва тигельної сталі зазнали певного розвитку. Якщо спочатку у 18 столітті у 1 тиглі перплавляли 6 кг матеріалів, то до 1870 року вагу шихти вже довели до 30 кг. Після 1870 року тигельні горна замінили продуктивнішими печами для тигельної плавки системи Сіменса. У 19 столітті П. М. Обухов запропонував технологію виплавки тигельної сталі з залізної руди.
У різних країнах тигельну сталь масово виплавляли переважно лише в окремих регіонах або на окремих заводах. В Англії основним центром виплавки тигельної сталі був Шеффілд, де у 1873 році, найпродуктивнішому для Англії в цій галузі, виплавили 110 тис. т тигельної сталі — половину світового виробництва. У Швеції на початку 20 століття тигельну сталь виплавляли тільки на 2 заводах — в Остербі і у Вікманшиттані. У Франції центром виробництва тигельної сталі було Центр-Міді і, зокрема, Сент-Етьєн, що забезпечували понад 75 % її французького виробництва у 19 і 20 століттях. У Німеччині — завод Круппа в Ессені, у США — штат Пенсильванія, у царській Росії — Обухівський завод (Петербург).
| Рік | царська Росія  | царська Росія | Швеція :124    | Швеція :124 | Велика Британія :68 | Велика Британія :68 | США :59        | США :59 |
| --- | -------------- | ------------- | -------------- | ----------- | ------------------- | ------------------- | -------------- | ------- |
| Рік | Тигельна сталь | Загалом       | Тигельна сталь | Загалом     | Тигельна сталь      | Загалом             | Тигельна сталь | Загалом |
| 1884 | 3,794          | 206,98        | н.д.           | 71,241      |                     | 1884,60             | 52,431         | 1526,55 |
| 1885 | 3,750          | 192,90        | н.д.           | 80,55       |                     | 1999,53             | 56,691         | 1684,96 |
| 1886 | 4,476          | 241,79        | н.д.           | 78,231      |                     | 2382,18             | 70,839         | 2522,15 |
| 1887 | 3,529          | 225,55        | н.д.           | 111,57      |                     | 3200,91             | 74,187         | 3286,49 |
| 1888 | 4,261          | 222,30        | н.д.           | 114,53      |                     | 3460,03             | 69,172         | 2853,77 |
| 1889 | 4,954          | 258,74        | н.д.           | 137,82      |                     | 3728,68             | 74,670         | 3332,41 |
| 1890 | 5,418          | 378,43        | н.д.           | 169,29      |                     | 3737,91             | 70,054         | 4209,71 |
| 1895 | н.д.           | 757,77 :132   | 0,598          | 197,83      |                     | 3444,20             | 66,600         | 6018,53 |
| 1900 | н.д.           | н.д.          | 0,931          |             |                     |                     |                |         |
| 1910 | н.д.           | н.д.          | 3,385          |             |                     |                     |                |         |
| 1913 | н.д.           | н.д.          | 2,656          |             |                     |                     | 121,226        | 31300   |
| Примітки. 1. Під «загалом» маються на увазі тигельна, цементна, пудлінгова, бесемерівська і мартенівська сталь. 2. У джерелі вагу вказано у пудах, тут переведено у тони. 3. У джерелі вагу вказано у довгих тонах, тут переведено у тони. 4. н. д. — немає даних. |                |               |                |             |                     |                     |                |         |

Через велику собівартість і малу відносну продуктивність тигельної плавки виплавка тигельної сталі у 19 столітті не могла конкурувати зі зварним залізом (сталлю). З появою у 2-й половині 19 ст. способів масового виробництва ливарної сталі (бесемерівської, мартенівської) тигельна сталь не витримувала конкуренції і з ними. Однак, завдяки своїй якості тигельна сталь й надалі ще певний час залишалася єдиним матеріалом для виготовлення відповідальних інструментів і деталей механізмів.
У 1937 році в СРСР було виплавлено 4 тис. т тигельної сталі. В середині 20 століття у низці країн, в тому числі в СРСР, тигельна сталь вже не виплавлялася. Втім, через надзвичайно високу якість тигельного металу його виробництво ще зберігалося в той час у Англії, ФРН, Франції, Швеції і декотрих інших країнах. У Англії виробництво було припинено у 1968 році.

## Одержання

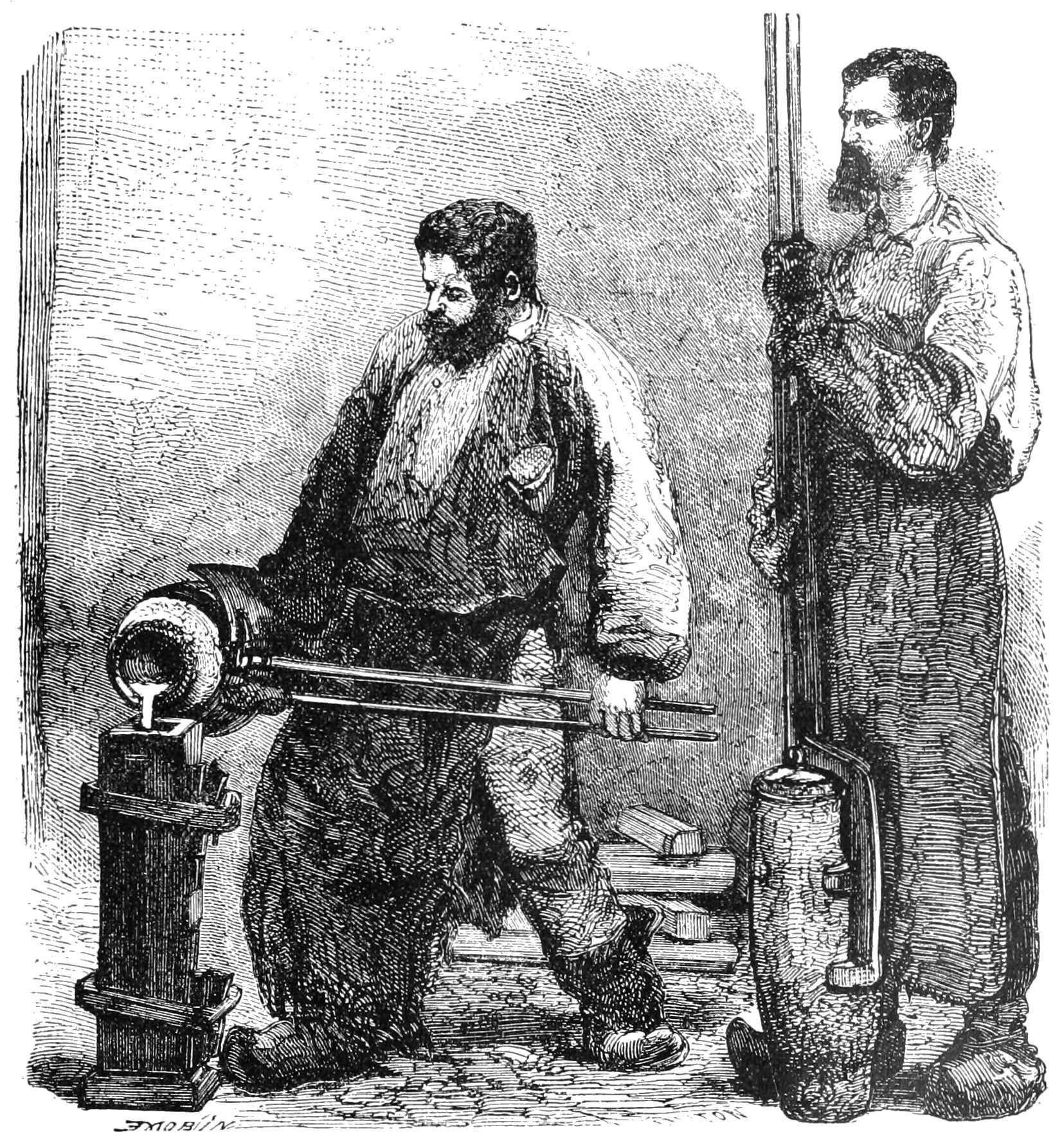
Зливання виплавленої сталі з тигля у форму для одержання сталевої заготовки. Малюнок з видання 1891 року.

Для виплавлення сталі у тиглях використовують шихту, що забезпечує одержання сталі необхідного складу. Шихта буває металева і рудна. Вона може складатися з пудлінгової, кричної, цементової або якої-небудь іншої сталі, а також з залізної руди. Можуть додаватися флюси. Шихта завантажується у вогнетривкі тиглі у вигляді дрібних шматочків. Тиглі вміщують у плавильні горна або полуменеві регенеративні печі. Передача тепла плавильній шихті і металу відбувається через стінки тигля. Після розплавлення шихти у тиглі проходять реакції окислення вуглецю, марганцю, кремнію і процеси шлакоутворення. Окиснення вуглецю металу з утворенням газоподібного окислу вуглецю дає ефект «кипіння». По завершенню протікання таких реакцій настає період «заспокоєння» сталі. Наприкінці процесу метал розкисляють (зазвичай феромарганцем), тиглі виймають з горну або печі і починають розливку сталі. Рідку сталь розливають у чавунні або піскові форми (виливниці), де вона застигає. Одержаний зливок (болванка) поступає в подальшу переробку для одержання готових виробів методом кування або прокатки. Можливо також одержувати у виливницях готові вироби (фасонні виливки).
При виплавці тигельної сталі до неї іноді додавали деяку кількість піролюзиту або феромарганцю, щоб ввести деяку кількість марганцю, зазвичай від 0,5 до 1 %, який, зменшуючи кипіння сталі при здійсненні відливки, сприяє одержанню щільних виливків.

## Властивості
Тигельним процесом можна одержати будь-яку сталь (за винятком м'якої — через високу температуру її плавлення). :114 Чим нижчий вміст вуглецю, тобто чим м'якіше повинна бути сталь, тим вище температура плавлення її і тим важче вести тигельну плавку. Тому зазвичай у тиглях не виплавляли сталь з вмістом вуглецю меншим за 0,4 %. Адже сталь з меншим вмістом вуглецю має вищу температуру плавлення і тим важче вести тигельну плавку. :24-26
У добрій тигельній сталі вміст кремнію не повинен перевищувати 0,2 % (дані 1891 року). В той же час, в сталі, призначеній для лиття, вміст кремнію доводили феросиліцій, «сілікошпігель» (містить 30 % марганцю і 8 — 12 % кремнію) або сірий чавун, по меншій мірі до 0,2 %, частіше до від 0,3 до 0,6 %, бо кремній усуває при здійсненні лиття утворення бульбашок. Якщо після завершення плавки перед здійсненням лиття додавали алюміній або фероалюміній для прибирання бульбашок у металі, готова сталь могла містити до 0,1 % алюмінію, але не більше, бо більший вміст призводить до погіршення механічних властивостей сталі.
|                                                                                 | вуглець | кремній | марганець | фосфор      | сірка      |
| ------------------------------------------------------------------------------- | ------- | ------- | --------- | ----------- | ---------- |
| Дзвони заводу «Бохумар гусштальфабрік» («Bochumer Gussstahlfabrik»)             | 1,30    | 0,35    | 0,80      | не виявлено | невиявлено |
| Елемент хрестовини (залізничної стрілки)                                        | 1,31    | 0,09    | 0,98      | 0,13        | 0,05       |
| Кільця для рудних валків                                                        | 1,10    | 0,30    | 0,70      | невиявлено  | невиявлено |
| Вагонне колесо для залізниці                                                    | 1,09    | 0,26    | 0,11      | 0,05        |            |
| Циліндр для преса, заводу «Бохумар гусштальфабрік» («Bochumer Gussstahlfabrik») | 0,80    | 0,25    | 0,60      | невиявлено  | невиявлено |
| Малі машинні частини, так само звідти, в середньому                             | 0,50    | 0,20    | 0,50      | невиявлено  | невиявлено |

Тигельна сталь вирізняється винятково високими механічними властивостями як вздовж, так і поперек напряму прокатки або куття. Завдяки особливостям тигельної плавки сталь виходить щільною з дуже мізерною кількістю неметалевих включень і низьким вмістом газів. У 1960-х роках якість тигельної сталі все ще вважалася неперевершеною порівняно зі сталями, одержуваними в той час іншими способами.

## Використання
У стародавні части тигельна сталь використовувалася для виробництва холодної зброї (в тому числі булатних клинків), гострих ножів і міцних інструментів, пізніше — окрім цього з неї виготовляли ще й бритвенні леза, годинникові пружини і маятники, деталі машин і мехінізмів, деталі вогнепальної зброї і гармат, бронебійні снаряди.